# Корейський Новий Рік
Корейський новий рік (кор. 설날, інша назва — Соллаль) — перший день місячного календаря, один з найважливіших свят Кореї. Охоплює триденний період святкування, котре починається в сам Новий рік; корейці також святкують Новий рік за григоріанським календерем, але соллаль вважається найбільшим святом.
Корейський новий рік — сімейне свято, на котре заведено їздити до батьків, одягатися в ханбок; багато хто з корейців їдуть на берег моря, щоб зустріти там перші промені новорічного сонця.
Наступного ранку заведено їсти ттоккук; один із методів дізнатися вік у корейців — «скільки мисок ттоккука ви з'їли?».